# Thomas Francis Lillis

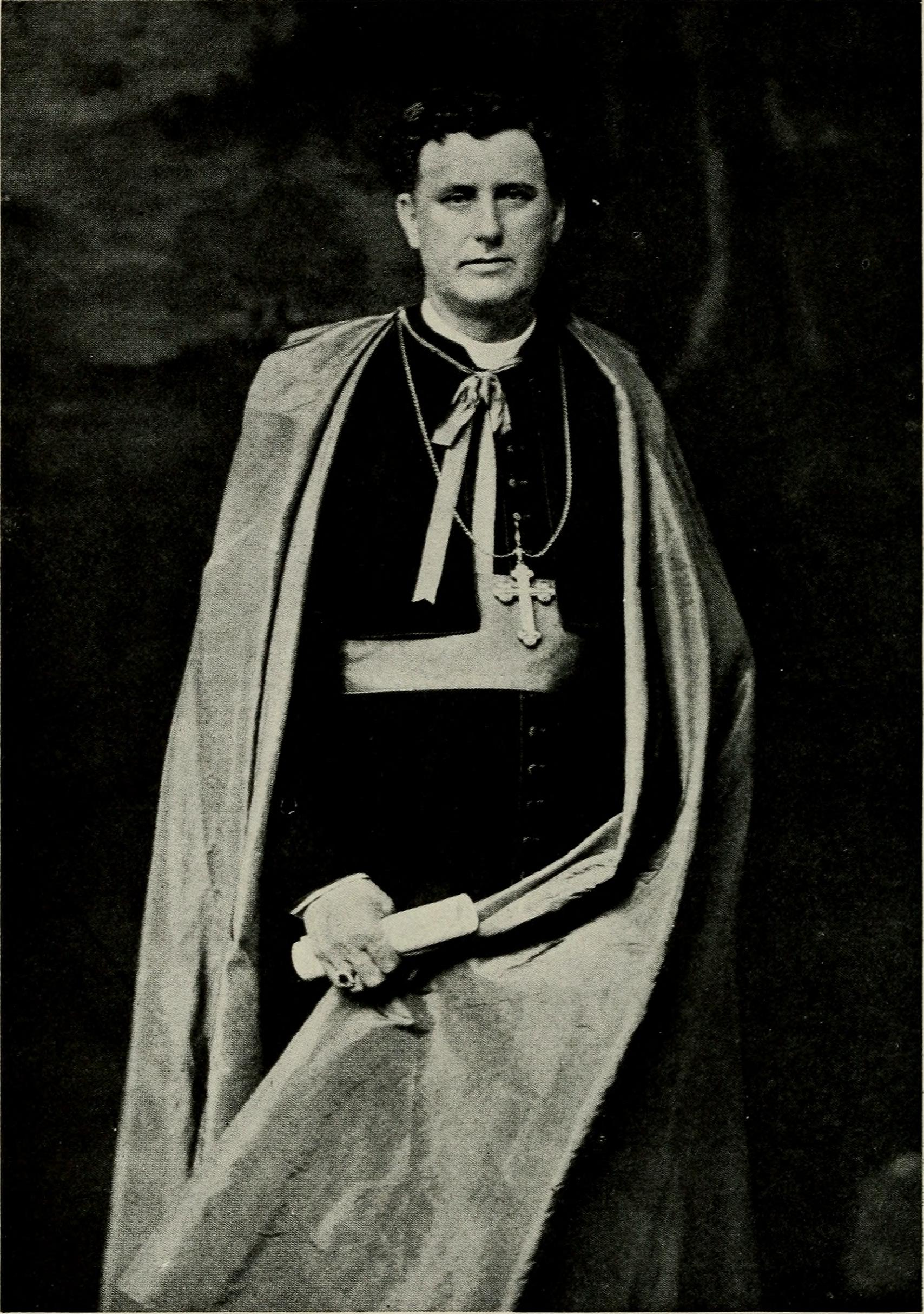

Thomas Francis Lillis (* 3. März 1861 in Lexington, Missouri, Vereinigte Staaten; † 29. Dezember 1938) war ein US-amerikanischer römisch-katholischer Bischof.

## Leben
Lills empfing am 15. August 1885 das Sakrament der Priesterweihe für das Bistum Kansas City.
Am 17. September 1904 ernannte ihn Papst Pius X. zum Bischof von Leavenworth. Der Erzbischof von Saint Louis, John Joseph Glennon, spendete ihm am 27. Dezember desselben Jahres die Bischofsweihe. Mitkonsekratoren waren John Joseph Hogan, Bischof von Kansas City, und John Francis Cunningham, Bischof von Concordia. Am 22. März 1910 wurde er von Papst Pius X. zum Koadjutorbischof von Kansas City und Titularbischof von Cibyra ernannt. Am 21. Februar 1913 folgte er nach dem Tod von John Joseph Hogan diesem als Bischof nach.